# جری کانوی
جری کانوی (انگلیسی: Gerry Conway؛ زادهٔ ۱۰ سپتامبر ۱۹۵۲) یک نویسنده، فیلم‌نامه‌نویس و پدیدآور اهل ایالات متحده آمریکا است.
وی بیشتر به خاطر کارهایش در خلق داستان‌های کمیک شناخته می‌شود.
وی در مارول کمیکس در خلق شخصیت پانیشر و داستان‌نویسی مرگ گوینث استیسی همکاری داشت. همچنین در خلق شخصیت طوفان آتش و هشت سال داستان‌نویسی لیگ عدالت آمریکا برای دی‌سی کامیکس حضور داشته است.